# Castello stradivari
Castello o Palazzo Stradivari fu eretto a Castell'Arquato (PC) nell’Ottocento in forme neogotiche dalla famiglia Stradivari di Cremona. In particolare fu l'avvocato Libero Stradivari (1840), allora ultimo discendente della famiglia Stradivari a volerne la costruzione seguendo la moda ottocentesca per il fascino medievale.
Il palazzo è articolato su più livelli che, scavalcando con un elegante voltone la strada, si aggettano verso la valle[1].
Il voltone, che segna l’inizio della parte alta dell’abitato, è completamente decorato con motivi ornamentali, al centro della volta spicca la raffigurazione di San Giorgio che affronta il drago.
Il palazzo Stradivari rappresenta per l’accuratezza della realizzazione uno dei migliori esempi di architettura neogotica. Di mole piuttosto complessa, il Palazzo Stradivari funge da vera e propria porta d’accesso alla parte alta del borgo. Sopra il voltone si trova una torre quadrata, sormontata da merli a coda di rondine (ghibellini).
Il Castello e' visitabile in alcuni periodi dell'anno, principalmente d'estate.
Attualmente il castello e' proprieta' privata, sfruttato in alcuni periodi dell'anno come luogo di attivita' culturali e musicali. Vi risiedono gli ultimi discendenti della dinastia Stradivari, quali Antonia Stradivari (1952), attrice dei Filodrammatici di Milano  
e Luca Natali Stradivari (1993), compositore, musicista, attore e liutaio .
1. ↑  accademia dei filodrammatici, category 1973
2. ↑  Stradivari International Music Academy, fondatori
File:Castellocastello stradivari